# Brugnatel·lita
La brugnatel·lita és un mineral de la classe dels carbonats que pertany al grup de la hidrotalcita. Rep el seu nom en honor de Luigi Brugnatelli (1859-1928), professor de mineralogia de la Universitat de Pavia.

## Característiques
La brugnatel·lita és un carbonat de fórmula química Mg₆Fe3+(CO₃)(OH)13·4H₂O. Cristal·litza en el sistema hexagonal en forma d'escates hexagonals o trigonals diminutes que poden ser estriades a 60°, i són aplanades en {0001}; també en forma de masses laminars o foliades, formant nòduls, crostes i recobriments. La seva duresa a l'escala de Mohs és 2.
Segons la classificació de Nickel-Strunz, la brugnatel·lita pertany a «05.DA: Carbonats amb anions addicionals, amb H₂O, amb cations de mida mitjana» juntament amb els següents minerals: dypingita, hidromagnesita, giorgiosita, widgiemoolthalita, artinita, indigirita, clorartinita, otwayita, zaratita, kambaldaïta, cal·laghanita, claraïta, hidroscarbroïta, scarbroïta, caresita, quintinita, charmarita, stichtita-2H, clormagaluminita, hidrotalcita-2H, piroaurita-2H, zaccagnaïta, comblainita, desautelsita, hidrotalcita, piroaurita, reevesita, stichtita i takovita.

## Formació i jaciments
La brugnatel·lita és un producte d'alteració hidrotermal en serpentinita, revestint esquerdes juntament amb un altre espècies minerals riques en magnesi. Va ser descoberta a mina d'asbest Crestùn, a Ciappanico (Província de Sondrio, Llombardia, Itàlia). També ha estat descrita a Àustria, el Canadà, Corea del Nord, els Estats Units, altres indrets d'Itàlia, el Japó, el Marroc, Noruega, Nova Zelanda, el Regne Unit, la República Txeca i Suècia.
Sol trobar-se associada a altres minerals com: crisòtil, artinita, hidromagnesita, piroaurita, magnesita, brucita i aragonita.